# Torneo de Córdoba (rugby)
Para la liga regional de fútbol, véase: Liga Cordobesa de Fútbol
Para el campeonato de tenis ATP 250, véase: Torneo de Córdoba (tenis)
El Torneo de Córdoba es un torneo de rugby organizado por la Unión Cordobesa de Rugby que agrupa los clubes pertenecientes a la Provincia de Córdoba.

## Formato
Desde la edición 2014, el campeón del torneo cordobés se llevará el Trofeo Luciano Carrara, hecho por el arquitecto y escultor, Juan Sánchez.
Durante la realización del Torneo Nacional de Clubes y el Torneo del Interior, a comienzos de la temporada, se disputa la Copa Córdoba, como preparación para este torneo, de la que participan los equipos que no participan en las competiciones nacionales, más las divisiones intermedias y pre-intermedia de los clubes que tengan actividad a nivel nacional.
El torneo regular tendrá un nuevo formato de competencia para la temporada 2014. Tendrá tres fases y contará con la participación de 12 equipos en Primera División y 12 equipos en la Segunda. En la primera parte, los equipos de Primera disputarán once fechas todos contra todos, los primeros ocho clubes jugarán en la zona Campeonato (7 fechas, con las localías invertidas) arrastrando la mitad de los puntos logrados en la primera fase contra cada rival de esta etapa. De esa fase, los cuatro mejores clasificados disputarán las semifinales y la final. Los 4 equipos que no clasificaron al Super 12, participarán con los 4 primeros del Ascenso. Los cuatro primeros jugarán la temporada 2015 en la Primera División. Los 4 últimos arrancan en el ascenso.
Clasificación a certámenes nacionales
Mediante el torneo de primera división los equipos participantes del mismo pueden acceder a los distintos certámenes organizados por la Unión Argentina de Rugby. Dependiendo de las plazas que la región posea, los primeros ubicados participan del Torneo Nacional de Clubes, los segundos participarán del Torneo del Interior en el "A" o en el "B".

## Equipos participantes
| Equipo                                | Localidad         | POS |
| ------------------------------------- | ----------------- | --- |
| Alta Gracia Rugby Club                | Alta Gracia       |     |
| Carlos Paz Rugby Club                 | Carlos Paz        |     |
| Córdoba Athletic Club                 | Ciudad de Córdoba |     |
| Córdoba Rugby Club                    | Ciudad de Córdoba |     |
| Club Atlético Universitario (Córdoba) | Ciudad de Córdoba |     |
| Club La Tablada                       | Ciudad de Córdoba |     |
| Club Palermo Bajo                     | Ciudad de Córdoba |     |
| Jockey Club Córdoba                   | Ciudad de Córdoba |     |
| Jockey Club Villa María               | Villa María       |     |
| San Martín Rugby Club                 | Villa María       |     |
| Tala Rugby Club                       | Villa Warcalde    |     |
| Urú Curé Rugby Club                   | Río Cuarto        |     |

## Televisación
El rugby cordobés es televisado por el Free Kick (Canal Show Sport) los domingos de 21.30 a 22 horas con la conducción de Diego Mizraji y Martín Quetglas .

Tenemos cerrado un acuerdo verbal con Canal 8. Éste canal ya emitía el programa Rugby de Primera, un resumen con lo mejor de cada jornada del torneo.
El contrato con el canal abierto involucra la transmisión en diferido del partido destacado del sábado y que se emitirá al aire el domingo a las 16.30. El mismo partido también se emite en diferido en la noche del domingo por Show Sport.
Enrique Schmal, presidente de la Unión Cordobesa.

## Campeones
Campeones del rugby cordobés.